# Hermann-Josef Scheidgen
Hermann-Josef Scheidgen (* 12. Januar 1957 in Troisdorf) ist ein deutscher Theologe und Historiker.

## Leben
Nach dem Abitur im Jahre 1976 am Maximilian-Kolbe-Gymnasium in Köln, studierte er an den Universitäten Bonn und Köln bis 1982 Katholische Theologie, Philosophie, Geschichte und Pädagogik. Am 11. November 1976 wurde er vom Bundespräsidenten Walter Scheel mit dem Ersten Preis auf Bundesebene des von der Körber-Stiftung getragenen Geschichtswettbewerbs des Bundespräsidenten ausgezeichnet. In seiner Studienzeit engagierte er sich als Studentenvertreter in zahlreichen Gremien (u. a. AStA, Studentenparlament, Senat) und setzte sich insbesondere für die Reform des Lehramtsstudiums ein. 1979 war er Erster Vorsitzender des Rings Christlich-Demokratischer-Studenten, Bonn e.V.
Von 1984 bis 1989 war Scheidgen wissenschaftlicher Mitarbeiter am Lehrstuhl des Kirchenhistorikers Gabriel Adriányi an der Universität Bonn. 1990 wurde er mit der Dissertation Deutsche Bischöfe im Ersten Weltkrieg. Die Mitglieder der Fuldaer Bischofskonferenz und ihre Ordinariate 1914–1918 mit „summa cum laude“ zum Doktor der Theologie promoviert. 1991 bis 1992 zunächst als wissenschaftlicher Mitarbeiter beim Caritasverband für das Stadtdekanat Neuss tätig, übernahm er zwischen 1992 und 2004 Lehraufträge an der Gesamthochschule Kassel im Fach Theologie. Zwischen 1992 und 1996 erhielt Scheidgen zwei Stipendien der DFG, die ihm u. a. einen längeren Forschungsaufenthalt im Vatikanischen Geheimarchiv ermöglichten. 1996 bis 2001 war er erneut wissenschaftlicher Mitarbeiter am Lehrstuhl von Gabriel Adriányi.
Scheidgen ist Gründungsmitglied der Gesellschaft für Interkulturelle Philosophie e.V., deren Vizepräsident bzw. Geschäftsführer er von 1991 bis 1995 und von 2004 bis 2013 war. Seit 2008 ist er zusammen mit Henk Oosterling Herausgeber der Reihe Studien zur Interkulturellen Philosophie, Verlage Rodopi, Amsterdam und New York und Traugott Bautz, Nordhausen. Von 2003 bis 2013 moderierte er die monatliche Matinee „Philosophie im Libresso“ im gleichnamigen Kölner Kulturcafé.
In seiner im Wintersemester 2001/2002 an der Universität Bonn angenommenen Habilitationsschrift befasste er sich mit der Erforschung der religiösen und sozialen Zielsetzungen der deutschen Katholiken und dem politischen Katholizismus in Deutschland in den Jahren der Revolution von 1848/1849. Seit 2002 ist er Privatdozent an der Katholisch-Theologischen Fakultät der Universität Bonn mit der venia legendi für Mittlere und Neuere Kirchengeschichte. Von 2007 bis 2013 ist er zusätzlich Lehrbeauftragter für Kirchengeschichte am Seminar für Katholische Theologie an der Bergischen Universität Wuppertal und von 2008 bis 2015 Lehrbeauftragter für Geschichte und ihre Didaktik an der Universität Köln. Seit 2012 ist er Gastdozent im Fachbereich Geschichte der Lorand Eötvös-Universität, Budapest. 2017 ernannte ihn die Philosophische Fakultät der Loránd-Eötvös-Universität, Budapest, zum Honorarprofessor.

## Werke (Auswahl)
- Deutsche Bischöfe im Ersten Weltkrieg. Die Mitglieder der Fuldaer Bischofskonferenz und ihre Ordinariate 1914–1918. Köln 1991 (Dissertation).
- Wege der Neusser Caritas. Dokumentation kirchlich-sozialen Lebens im Stadtdekanat Neuss vom 19. Jahrhundert bis zur Gegenwart. Köln 1997.
- Hrsg. mit Notker Schneider u. a.: Philosophie aus interkultureller Sicht. Philosophy from an Intercultural Perspective (Studien zur Interkulturellen Philosophie, Band 7). Amsterdam 1997.
- Hrsg. mit Claudia Bickmann u. a.: Tradition und Traditionsbruch zwischen Skepsis und Dogmatik. Interkulturelle philoso-phische Perspektiven (Studien zur interkulturellen Philosophie, Band 16). Amsterdam 2006.
- Hrsg. mit Erik Gieseking u. a.: Zum Ideologieproblem in der Geschichte. Herbert Hömig zum 65.Geburtstag. Lauf an der Pegniz 2006.
- Hrsg. mit Hamid Reza Yousefi und Ina Braun: Orthafte Ortlosigkeit der Philosophie. Eine interkulturelle Orientierung. Festschrift für Ram Adhar Mall zum 70. Geburtstag, Verlag Traugott Bautz Nordhausen 2007, ISBN 978-3-88309-379-6.
- Der deutsche Katholizismus in der Revolution von 1848/49. Episkopat – Klerus – Laien – Vereine. Böhlau, Köln/Weimar 2008 (überarbeitete und aktualisierte Fassung der Habilitationsschrift).
- Hrsg. mit Hamid Reza Yousefi, Klaus Fischer, Ram Adhar Mall und Ina Braun: Interkulturelle Bibliothek (Buchhreihe – Band 131-135), Verlag Traugott Bautz Nordhausen 2008–2013.
- Hrsg. mit Ina Braun: Interkulturalität – Wozu? Hamid Reza Yousefi und Peter Gerdsen im Gespräch, Verlag Traugott Bautz Nordhausen 2008, ISBN 978-3-88309-449-6.
- Hrsg. mit Claudia Bickmann u. a.: Religion und Philosophie im Widerstreit? Internationaler Kongreß an der Universität Köln 13. – 16. Juli 2006 (Studien zur Interkulturellen Philosophie 18). Zwei Teilbände, Verlag Traugott Bautz Nordhausen 2008, ISBN 978-3-88309-467-0.
- Hrsg. mit Claudia Bickmann u. a.: Rationalität und Spiritualität (Weltphilosophien im Gespräch Band 1), Verlag Traugott Bautz Nordhausen 2009, ISBN 978-3-88309-504-2.
- Hrsg. mit Hamid Reza Yousefi u. a.: Wege zur Geschichte. Konvergenzen – Divergenzen – Interdisziplinäre Dimensionen, Verlag Traugott Bautz Nordhausen 2010, ISBN 978-3-88309-510-3.
- Hrsg. mit Hamid Reza Yousefi und Henk Oosterling: Von der Hermeneutik zur interkulturellen Philosophie. Verlag Traugott Bautz, Nordhausen 2010, ISBN 978-3-88309-569-1.
- Hrsg. mit Sabine Prorok und Helmut Rönz: Kirche und Gesellschaft im Wandel der Zeiten, Verlag Traugott Bautz Nordhausen 2012, ISBN 978-3-88309-574-5.
- Hrsg. mit Philipp Thull: Lasst euch versöhnen mit Gott. Der Heilige Rock als Zeichen der ungeteilten Christenheit. Verlag Traugott Bautz Nordhausen 2012, ISBN 978-3-88309-654-4.
- Hrsg. mit Wolfgang Hasberg: Canossa. Aspekte einer Wende. Regensburg 2012.
- Hrsg. Ein Jahrhundert Nächstenliebe. Die Geschichte des Diözesan-Caritasverbandes für das Erzbistum Köln e.V. Köln 2016.